# إيكر مارتينث
إيكر مارتينث دي ليثاردوي ليثاريبال (بالإسبانية: Iker Martínez de Lizarduy Lizárribar، ولد في 16 يونيو 1977، سان سباستيان، غيبوثكوا، إسبانيا) لاعب إسباني، يتنافس في سباق القوارب الشراعية، يشارك في فئة 49er برفقة مواطنه الإسباني شابيير فيرنانديز غازتانياغا.
حصل على الميدالية الذهبية في دورة الألعاب الأولمبية الصيفية 2004 في أثينا، كما حاز على ثلاث ميداليات ذهبية في بطولات العالم للشراع في فئة 49er، وعلى ثلاث ميداليات ذهبية في بطولة أوروبا للشراع في فئة 49er.

## إنجازاته

### الألعاب الأولمبية الصيفية
- 2004 أثينا  اليونان:  ميدالية ذهبية للشراع في فئة 49er.
- 2008 بكين  الصين:  ميدالية فضية للشراع في فئة 49er.

### بطولة العالم للقوارب الشراعية فئة 49er
- 2001 مالسيسينا  إيطاليا:  ميدالية فضية للشراع في فئة 49er.
- 2002 كنيوه  الولايات المتحدة:  ميدالية ذهبية للشراع في فئة 49er.
- 2004 أثينا  اليونان:  ميدالية ذهبية للشراع في فئة 49er.
- 2010 البهاما  جزر البهاما:  ميدالية ذهبية للشراع في فئة 49er.

### بطولة أوروبا للقوارب الشراعية فئة 49er
- 2001 بريست  فرنسا:  ميدالية فضية للشراع في فئة 49er.
- 2002 جرمستاد  النرويج:  ميدالية ذهبية للشراع في فئة 49er.
- 2003 لاريدو، كانتابريا  إسبانيا:  ميدالية برونزية للشراع في فئة 49er .
- 2006 وايمث  المملكة المتحدة:  ميدالية برونزية للشراع في فئة 49er.
- 2007 مرسى علي  إيطاليا:  ميدالية ذهبية للشراع في فئة 49er.
- 2008 أرينال  إسبانيا:  ميدالية ذهبية للشراع في فئة 49er.

## روابط خارجية
- إيكر مارتينث على موقع أوليمبيديا (الإنجليزية)
- إيكر مارتينث على موقع اللجنة الأولمبية الإسبانية (الإسبانية)